# Thomas Custer
Thomas Ward Custer (New Rumley, 15 marzo 1845 – Little Bighorn, 25 giugno 1876) è stato un militare statunitense.
Fratello minore di George Armstrong Custer,  è stato un ufficiale dell’esercito degli Stati Uniti che si distinse per coraggio durante la guerra civile americana e fu comandante di cavalleria durante le guerre indiane.

## Biografia
Terzo figlio di Emmanuel Henry Custer (1806-1892) e di Marie Ward Kirkpatrick (1807-1882), Thomas nacque a New Rumley (Ohio). Attratto dalla forte personalità del fratello maggiore George Armstrong, che idolatrava, egli ne volle seguire le orme per cui quando nel 1861 scoppiò la guerra civile, mentì sulla sua età per arruolarsi come volontario nelle file dell’Esercito unionista.

### Guerra civile
Con il 21º Reggimento di fanteria dell’Armata dell'Ohio prese parte a numerose battaglie in Tennessee e alla campagna di Atlanta in Georgia, prima di essere assegnato, nel 1864, come secondo luogotenente alla compagnia B del 6º Reggimento di cavalleria del Michigan. Divenne così aiutante di campo di suo fratello George durante tutto l'ultimo anno di guerra di operazioni in Virginia. Grazie al suo comportamento esemplare nella battaglia di Five Forks  durante la campagna di Appomattox si guadagnò la promozione al grado di maggiore 'brevet'.
Il 3 aprile 1865, nella battaglia di Namozine Church, Tom Custer guidò una carica contro una barricata nemica e riuscì a sottrarre la bandiera confederata dalle mani del suo portatore facendo anche 14 prigionieri.
Tre giorni dopo, nella battaglia di Sailor Creek, Tom Custer si impadronì di un altro vessillo, questa volta sottraendolo alle truppe del generale Richard S. Ewell. Nel corso dell’azione fu ferito in faccia, ma riuscì a sparare e ad uccidere il portabandiera nemico. Il generale Edward Whitaker, capo di stato maggiore di George A. Custer, in una lettera scrisse «Tom Custer quel giorno combatté come un leone».
Malgrado avesse riportato una brutta ferita al viso, Tom dovette essere minacciato di arresto per impedire che si rimettesse in sella per tornare a combattere. Fu inviato in un ospedale per le cure immediate e poi a casa, in convalescenza, per ristabilirsi completamente. Elizabeth Bacon Custer, moglie di George, così descriveva quella ferita bruciacchiata sul volto del cognato «… la macchia nera, piantata in mezzo a una barba nuovissima e lanuginosa, era un ornamento nei nostri occhi per tutto il tempo in cui copriva la sua ferita».
Per il coraggio e l’ardimento mostrato, per ciascuna di quelle due azioni Tom Custer ricevette una medaglia d'onore e fu il primo membro delle forze armate ad aver ottenuto il più alto riconoscimento militare della nazione per più di una volta.

### Le guerre indiane
Alla fine della guerra civile, Tom rimase nell'esercito ed ebbe il grado di primo luogotenente nel 7º Reggimento di cavalleria degli Stati Uniti, reparto dove operavano anche i suoi fratelli George e Boston. Nel novembre 1868 fu leggermente ferito ad una mano nell’attacco all'accampamento dei Cheyenne meridionali di Black Kettle lungo il fiume Washita, nell’attuale Oklahoma.
Nel 1873 il Reggimento di Custer fu inviato a Fort Abraham Lincoln per proteggere l’espansione ferroviaria nelle pianure del Dakota e del Montana, territori dove operavano le tribù di Sioux e Cheyenne del Nord. Durante l'estate di quell’anno, Tom partecipò alla spedizione di Yellowstone, in Montana. Il 4 agosto, Tom e il fratello George erano in avanscoperta con due compagnie di cavalleggeri quando subirono un agguato da parte di un gruppo di Sioux, tra i quali c’erano Cavallo Pazzo, Fiele e Pioggia in Faccia. Lo scontro, noto come battaglia di Honsinger Bluff, provocò lievi perdite tra i soldati che riuscirono, tuttavia, a sfuggire alla medesima trappola preparata dagli indiani e da questi utilizzata per il massacro di Fetterman del 1866.
L’anno successivo prese parte alla spedizione scientifica nelle Black Hills, guidata dal fratello George, per accertare la presenza dell’oro in quella regione. Sempre nel 1874, presso la sede commerciale della Standing Rock Agency, sul fiume Missouri a circa 40 miglia al di sotto di Fort Rice, Tom Custer partecipò all'arresto del capo Lakota Pioggia in Faccia. L’indiano era ricercato per l’omicidio del veterinario dell’esercito John Honsinger e di un tale Ballaran, vivandiere dell’esercito, entrambi assassinati dopo la battaglia dell’anno precedente.
Nel 1875, Tom Custer fu promosso capitano e messo al comando della compagnia C del 7º Cavalleria. Durante la campagna contro gli indiani 'ostili' del giugno 1876, prestò servizio come aiutante di campo del fratello maggiore, tenente colonnello George A. Custer.
Il 25 giugno, cinque compagnie del 7º Cavalleria furono spazzate via in meno di mezz’ora di combattimento dalle forze congiunte di Sioux e Cheyenne nella battaglia del Little Bighorn. I corpi dei fratelli Custer furono trovati uno accanto all'altro sul campo di battaglia, mentre nelle vicinanze c'erano i resti dell’altro fratello, il giovane Boston e quelli del nipote 'Autie' Reed. Il cognato James Calhoun, comandante della compagnia L, giaceva altrove sul campo.
Alla battaglia prese parte anche Pioggia in Faccia, che era riuscito a fuggire dalla prigionia, e si dice che avesse strappato il cuore di Tom Custer per vendicarsi dell’arresto subito. Questo evento, però, fu decisamente negato dal capo lakota durante un'intervista rilasciata alcuni anni dopo a Charles Eastman.
Resta il fatto che il corpo di Thomas Custer fu così gravemente mutilato che i resti poterono essere identificati solo grazie ad un tatuaggio delle sue iniziali che egli portava sul braccio.
Thomas Custer fu inizialmente sepolto sul campo di battaglia, lì dove era stato trovato. Nel 1877 fu riesumato e trasportato, con i resti di altri caduti, nel cimitero nazionale di Fort Leavenworth in Kansas. Una lastra commemorativa in pietra segna il luogo dove il suo corpo fu scoperto e inizialmente sepolto.